# Abbazia di Weltenburg
L'abbazia di  Weltenburg è un'abbazia benedettina sita a Weltenburg, una frazione del comune tedesco di Kelheim, nella Bassa Baviera, appartenente alla Congregazione benedettina della Baviera. Compiti dell'attuale abbazia sono l'assistenza a quattro parrocchie e l'accoglienza agli ospiti nel luogo d'incontro abbaziale.

## Storia

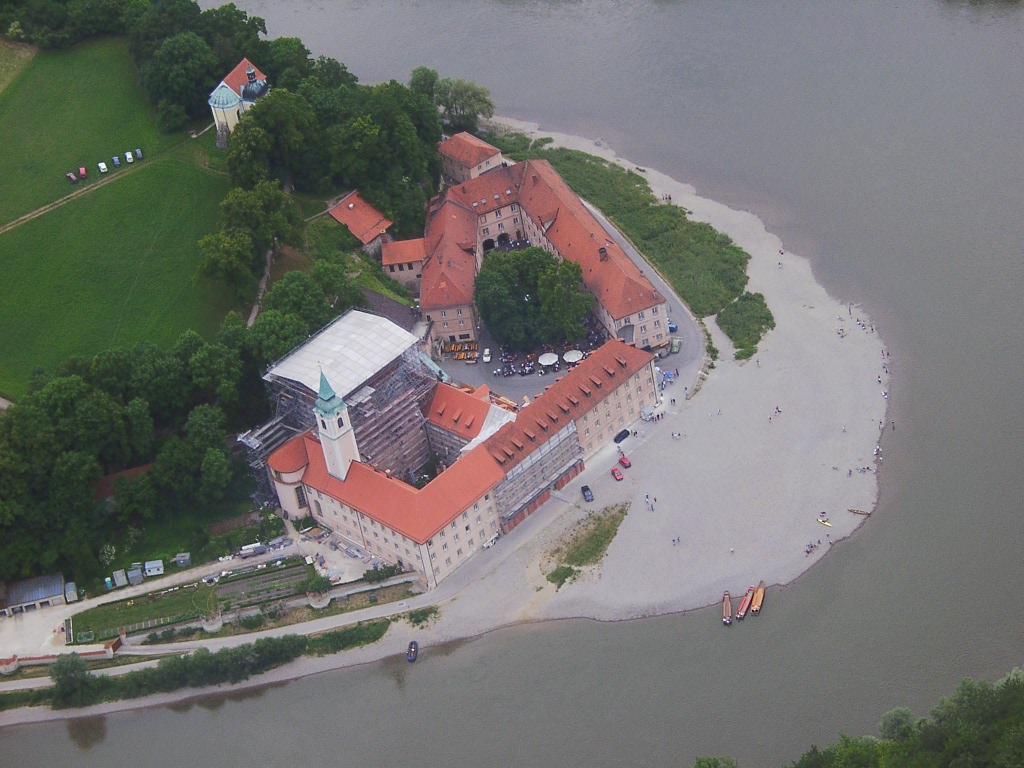
Abbazia di Weltenburg, veduta aerea

Già nel 45 si trovava a Weltenburg, sulla riva meridionale del Danubio, l'inizio di una strada militare romana che fungeva anche da confine, che conduceva, a monte del fiume, fino a Kastell Hüfingen. Questa fu per lungo tempo une delle due più importanti vie di collegamento est-ovest a nord delle Alpi. Essa, attraverso Mertingen, accoglieva il traffico proveniente dalla Via Claudia Augusta.
Al di sopra dell'attuale abbazia, sul Frauenberg, s'insediarono uomini già dai tempi della preistoria. I Romani avevano probabilmente già in eretto Weltenburg una postazione militare. Il convento, fondato secondo la regola di San Colombano verso il 617 dai monaci irlandesi e scozzesi Eustachio ed Agilo, provenienti dall'Abbazia di Luxeuil, era già considerato il più antico della Baviera. Verso il 700 San Ruperto, detto l'"Apostolo della Baviera", avrebbe posto la chiesa abbaziale di Weltenburg sotto il patrocinio di San Giorgio.

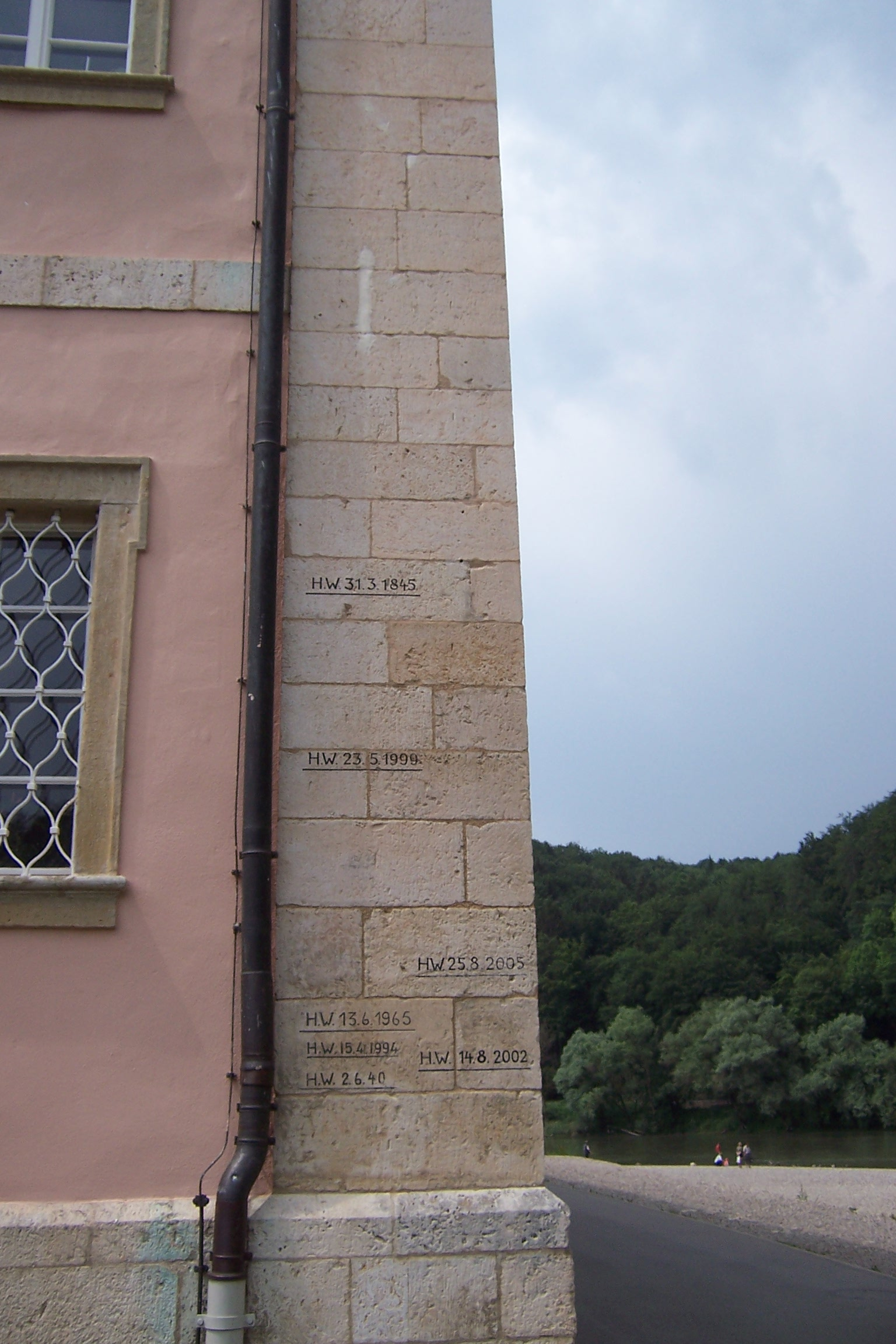
Segnali del limite delle piene del Danubio presso l'abbazia di Weltenburg

Nell'VIII secolo il monaci di Weltenburg adottarono la regola benedettina. Durante le invasioni ungheresi dei primi anni del X secolo i monaci abbandonarono l'abbazia. Nel 932 Weltenburg, come abbazia proprietaria della diocesi di Ratisbona, venne nuovamente popolata dai monaci dell'abbazia di Sant'Emmerano. Nel 1191 venne consacrata una chiesa di nuova costruzione. Dal 1123 fino al 1328 Weltemburg venne gestita dai canonici agostiniani.
Nei secoli XIV e XV, l'abbazia vide alternarsi frequentemente abati e amministratori apostolici. Per questo, sotto l'abate Konrad V. (1441–1450), vennero introdotte le riforme di Kastl. Durante la guerra di Smalcalda l'abbazia venne saccheggiata e l'abate Michele II. Häusler (1553-1556) dovette, a causa di necessità economiche, vendere la consistenza della biblioteca.
Nonostante i saccheggi, durante la guerra dei trent'anni l'abate Matthias Abelin (1626–1659) poté lasciare l'abbazia in buon ordine. Nel 1686 l'abbazia appartenne ai fondatori della Congregazione di Baviera.
Durante il governo dell'abate Maurus I Bächl (1713–1743) nacquero le Frauenbergkirche, chiese incorporate nelle parrocchie e molti edifici abbaziali barocchi, fra i quali le chiese abbaziali erette fra il 1716 e il 1739 e dedicate a San Giorgio, che vennero progettate ed allestite dai fratelli Cosma Damiano Asam ed Egidio Quirino Asam.
Il 29 giugno 1716 il vescovo-principe di Frisinga, Johann Franz Eckher von Kapfing und Liechteneck posò la prima pietra degli edifici e della nuova chiesa abbaziale e consacrò la chiesa il 9 ottobre 1718.
Nel corso della secolarizzazione della Baviera anche l'abbazia di Weltenburg venne sciolta (1803), ma quasi quarant'anni dopo, il  25 agosto 1842, Ludovico I di Baviera la ristabilì come priorato dell'abbazia di Metten e nel 1913 ridivenne abbazia.
Compiti dell'attuale abbazia sono l'assistenza a quattro parrocchie e l'accoglienza agli ospiti nel luogo d'incontro abbaziale.
A causa della sua esposizione diretta al Danubio, il complesso di edifici abbaziali è fortemente esposta alle piene del fiume.

## La chiesa abbaziale: immagini

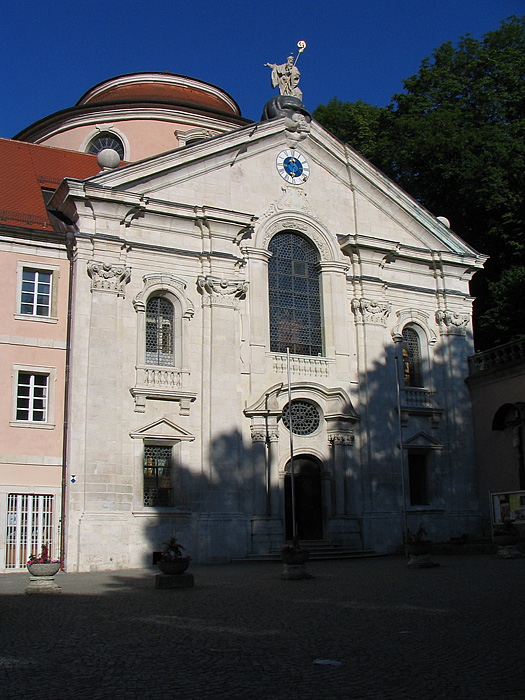
Portale della  chiesa abbaziale di Weltenburg
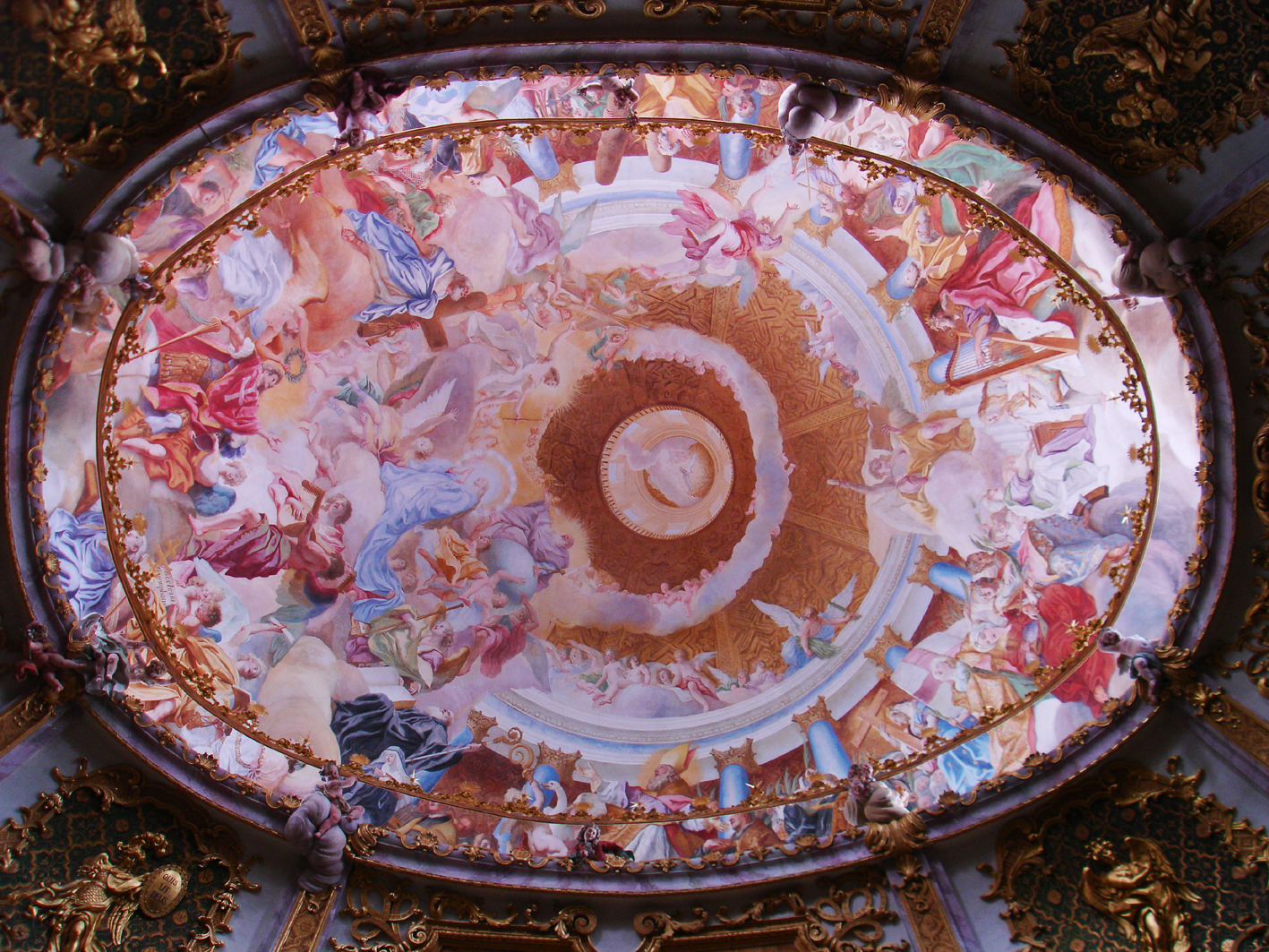
Affresco sulla volta della chiesa abbaziale di Weltenburg
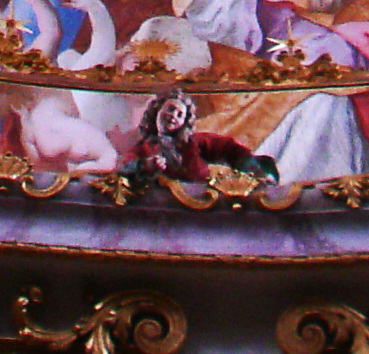
Egid Quirin Asam sull’affresco della volta  della chiesa abbaziale di Weltenburg
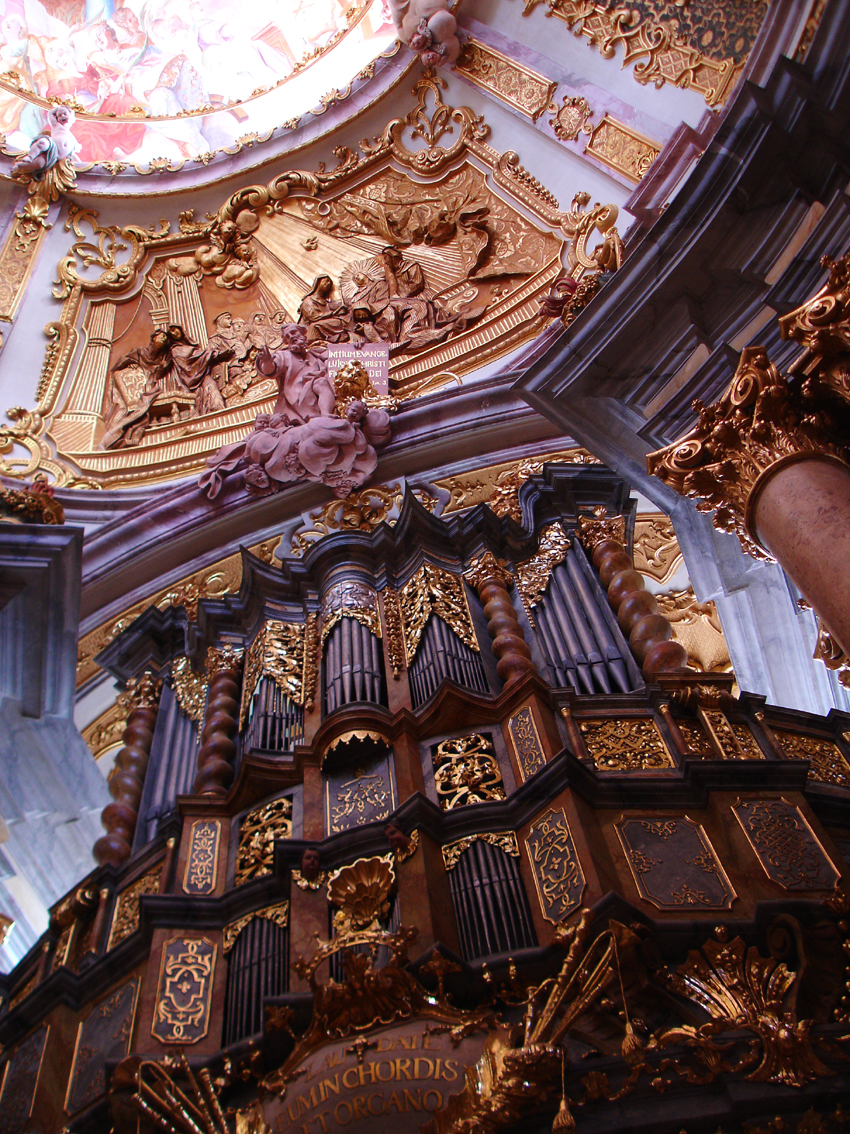
Johann Konrad Brandenstein: Organo della chiesa abbaziale di Weltenburg

## Birrificio
Il birrificio abbaziale esiste dal 1050, ed è probabilmente il più antico ancor esistente al mondo, anche se il primato gli viene conteso dal Birrificio Statale Bavarese di Weihenstephan a Frisinga, che risalirebbe al 1040.
La produzione annua di birra si aggira intorno ai 30.000 ettolitri. Nella corte dell'abbazia era stata eretta una birreria ove erano serviti i prodotti del birrificio. Dall'aprile del 2007 sono possibili visite guidate al birrificio nei fine settimana. 

## Collegamenti stradali
Da Kelheim si raggiunge in pochi minuti l'abbazia tramite la strada statale 2233. Ad una distanza di circa un chilometro dall'abbazia vi è un parcheggio a pagamento. Tra Kelheim e Weltenburg, dalla primavera all'autunno, vi è un servizio di battelli fluviali, che consentono la visita all'abbazia ed un'escursione al Donaudurchbruch bei Weltenburg. I dintorni dell'abbazia sono oggetto di belle passeggiate panoramiche. Dalla riva sinistra del fiume i turisti possono essere traghettati con piccole imbarcazioni e raggiungere così le alture dell'abbazia.
L'abbazia si trova sulla pista internazionale ciclabile del Danubio.